# Michele Mariacher
Michele Mariacher (Venezia, 1864 – Venezia, 19 dicembre 1933) è stato un tenore italiano.

## Biografia
Nato a Venezia nel 1864 da Antonio Mariacher (1827-1905) e Teresa Vedovato (1825-1911), dopo gli studi lavorò fino al 1888 nella fabbrica di pianoforti del padre, a S. Agostino, fondata dal nonno Michele a Venezia nel 1808 e insignita di medaglia.
Le cronache dell'epoca lo descrivono come un tenore drammatico di eccezionale potenza vocale, dotato di una superiore intelligenza musicale e fine facoltà di interpretazione, attore eccellente nella rappresentazione di qualsiasi personaggio [Il Gazzettino, 9.7.1931, s.n.]. Nel 1886 [come ricorda Edgardo Pellegrini, in Il Gazzettino, 26-12-1933] studiava all'allora Liceo Società musicale “Benedetto Marcello” con il maestro Saverio Pucci (“maestro di flauto e di bel canto”). Come riporta la Gazzetta musicale di Milano in data 15-2-1888, “Nei giorni scorsi abbiamo avuto al Liceo Benedetto Marcello l'annunciato concerto vocale e strumentale [ … ]. Una bella voce possiede il signor Michele Mariacher, veneziano, che è giovane assai. Egli ha eseguito la romanza del Bravo di Mercadante (All'età dell'innocenza) e, tanto nel recitativo, quanto nell'Adagio, diede prova di esser già avanti nell'arte del canto, e di avere un bel sentire. Il Mariacher ha voce di timbro simpatico, uguale, calda e che sale senza sforzo, mantenendosi bella, sonora ed intensa sino al si bemolle e al si naturale”.
Debuttò al Teatro Dal Verme di Milano nel dicembre del 1888 con Rigoletto, direttore M. Maffezzoli. Nello stesso anno sposò Alice Martinelli (1865-1910).
L'anno successivo, 1889,  passò al “Regio” di Torino dove ottenne accoglienze trionfali da parte di pubblico e critica interpretando Asrael, Vespri siciliani e Rigoletto.
Nel 1890 il suo nome apparve nel cartellone del “Teatro alla Scala”; fu poi alla “Fenice” a Venezia, al “San Carlo” di Napoli, all'“Argentina” di Roma, al “Massimo” di Palermo, al “Teatro Real” di Madrid, al “San Carlo” di Lisbona, al “Liceo” di Barcellona, al Conservatorio di Pietroburgo, al “Comunale” di Trieste, al teatro “Zizinia” di Alessandria d'Egitto, spaziando in un vastissimo repertorio.
Le Rassegne stampa dell'epoca riportano recensioni lusinghiere delle recite al Teatro Real di Madrid; ad esempio in occasione di Otello nel 1898: “Mariacher è l'Otello numero due, e mancando uno [Tamagno], oggi come oggi non c'è nessuno in carriera che possa competere con lui. Possiede delle note acute molto brillanti e dà colore alle frasi drammatiche e si fa meritatamente applaudire” [Recortes periodisticos del 27 gennaio, El Pais] e ancor prima, nel 1896, a proposito di Pagliacci: “Mariacher ha ottenuto con I Pagliacci il maggiore e più definitivo dei suoi trionfi. Come il simpatico tenore ha cantato il monologo del primo atto – che naturalmente ha dovuto ripetere – non si era mai cantato a Madrid; meglio non si canterà mai” [Prensa, El Imparcial]. E infine, per l'opera Il Profeta: “Nella crisi di tenori che attualmente attraversa il mercato artistico, Mariacher è un guadagno per qualunque impresa teatrale. Un tenore con voce e che sappia cantare è difficilissimo trovarlo […] Mariacher è oggi in prima linea fra i tenori.[ ..]. La sua voce, estesa e brillante, la sua maniera di fraseggiare, la foga con cui canta, senza che si noti mai né sforzo né esitazione nell'attacco delle note, né fatica per ottenere intonazioni difficili, la soavità della mezza voce, l'arte con cui la impiega e altre qualità non meno apprezzabili, fanno sì che Mariacher sia un tenore di quelli buoni” [Recortes periodisticos del 19 gennaio 1898, La Epoca].
Dal 1892 fu in tournée in Sud-America (Buenos Aires, Montevideo, Rio de Janeiro e San Paolo del Brasile), dove fece due stagioni con Arturo Toscanini (1892-'93 e 1893-'94).
Nel 1906 si ritirò dalle scene (con un'ultima recita al “Liceo” di Barcellona), salvo un'unica “reaparicion … aclamadisimo, repedido el arioso y clamado muchas veces a la scena” a Madrid, con I Pagliacci, a febbraio del 1907 [El Pais, 24 febbraio 1907, a firma L.A.].
Nel 1910 gli morì la moglie Alice, sepolta nella tomba di famiglia dove riposa anch'egli con i suoi genitori, al Cimitero San Michele di Venezia.
Uomo per carattere molto modesto, una volta ritiratosi visse con grande semplicità, sempre aiutando i giovani studenti di musica, sia con mezzi materiali sia impartendo loro gratuitamente l'insegnamento del canto. Dopo breve e violenta malattia si spense il 19 dicembre 1933, nella sua Venezia.

## Cronologia
- 1888
- Milano, Teatro Dal Verme, Rigoletto di Giuseppe Verdi [è il suo esordio: direttore Napoleone Maffezzoli; Vicenza, Teatro Comunale, Don Pedro di Castiglia di Alvise Castegnaro
- 1889
- Bergamo, Teatro Donizetti, Ugonotti di Giacomo Mayerbeer; Milano, Teatro Dal Verme, Don Pedro di Castiglia di Alvise Castegnaro [prima esecuzione a Milano: direttore M. Maffezzoli];Milano, Teatro Dal Verme, Rigoletto di Giuseppe Verdi [direttore Edoardo Mascheroni]; Milano, Teatro Dal Verme, Cleopatra di Giuseppe Bensa [prima assoluta]; Milano, Teatro Dal Verme, Aida di Giuseppe Verdi
- 1889/90
- Messina, Teatro Vittorio Emanuele, Aida di Giuseppe Verdi e Lohengrin di Richard Wagner [stagione di Carnevale]
- 1890
- Milano, Teatro alla Scala, Ugonotti di Giacomo Meyerbeer e Figliuol Prodigo di Amilcare Ponchielli [direttore Leopoldo Mugnone]
- 1891
- Milano, Teatro alla Scala, Stabat mater e Guglielmo Tell di Gioachino Rossini [commemorazione di Rossini: direttore Edoardo Mascheroni]; Torino, Teatro Regio, Asrael di Alberto Framchetti, Rigoletto e Vespri siciliani di Giuseppe Verdi, Guglielmo Tell di Gioachino Rossini
- 1891/92
- Venezia, Teatro La Fenice, Asrael di Alberto Franchetti, Africana di Giacomo Meyerbeer, Otello di Giuseppe Verdi, Concerto rossiniano (dal Guglielmo Tell) [stagione di Carnevale]
- 1892/93
- Milano, Teatro alla Scala, Ugonotti di Giacomo Meyerbeer e Figliuol Prodigo di Amilcare Ponchielli [direttore A. Toscanini]; Barcellona, Liceo; Montevideo, Rio de Janeiro, San Paolo [stagione con Arturo Toscanini]; Madrid, Teatro Real, Tannhauser e Lohengrin di Richard Wagner, Aida e Vespri Siciliani di Giuseppe Verdi, Africana e Ugonotti di Giacomo Meyerbeer, Asrael di Alberto Franchetti, Cavalleria Rusticana di Pietro Mascagni; Lisbona, Teatro San Carlo
- 1893/94
- Stagione in Sud-America con Arturo Toscanini
- 1894
- Madrid, Teatro Real, Otello, Aida, Don Carlos di Giuseppe Verdi, Lohengrin di Richard Wagner, Pagliacci di Ruggero Leoncavallo, Africana e Ugonotti di Giacomo Meyerbeer, Asrael di Alberto Franchetti;  Montevideo, Teatro Solis, Tannhauser di Richard Wagner
- 1895
- Madrid, Teatro Real, Los Amantes de Teruel di Tomas Breton; Milano, Teatro Dal Verme, Asrael di Alberto Franchetti e Guglielmo Ratcliff di Pietro Mascagni; Padova, Teatro Verdi, Asrael di Alberto Franchetti; Napoli, Teatro San Carlo, Guglielmo Ratrcliff di Pietro Mascagni
- 1896
- Madrid, Teatro Real, Il Profeta di Giacomo Meyerbeer, Otello di Giuseppe Verdi, Pagliacci di Ruggero Leoncavallo, Manon Lescaut di Giacomo Puccini
- 1896/97
- Alessandria d'Egitto, Teatro Zizinia, Aida e Otello di Giuseppe Verdi, Asrael di Alberto Franchetti, Il Profeta di Giacomo Meyerbeer, Andrea Chenier di Umberto Giordano
- 1897
- Montevideo, Teatro Solis, Pampa del maestro argentino Berutti; Pietroburgo, Conservatorio
- 1897/98
- Buenos Ayres, Teatro dell'Opera, Pampa del maestro argentino Berutti, Il Fidanzato del mare di Hector Panizza;Montevideo, Teatro Solis, Aida di Giuseppe Verdi, Andrea Chenier di Umberto Giordano, Sansone e Dalila di Camille Saint-Saëns, Tannhäuser di Richard Wagner, Pampa del maestro argentino Berutti
- 1898
- Madrid, Teatro Real, Il Profeta di Giacomo Meyerbeer e Sansone e Dalila di Camille Saint-Saens
- 1898/99
- Venezia, Teatro La Fenice, Aida e Otello di Giuseppe Verdi; Sansone e Dalila di Camille Saint-Saens
- 1899
- Bergamo, Teatro Donizetti, Ugonotti di Giacomo Meyerbeer
- 1900
- Vicenza, Teatro Comunale, Sansone e Dalila di Camille Saint Saens
- 1901
- Buenos Ayres, Teatro dell'Opera, Sansone e Dalila di Camille Saint-Saëns, Aida e Otello di Giuseppe Verdi, Asrael e Cristoforo Colombo di Alberto Franchetti [direttore A. Toscanini]
- 1901
- Palermo, Teatro Massimo “Vittorio Emanuele”, Otello di Giuseppe Verdi; Roma, Teatro Adriano, Guglielmo Ratcliff di Pietro Mascagni; Trieste, Teatro Comunale, Otello di Giuseppe Verdi [stagione di Carnevale]
- 1902
- Pietroburgo, Conservatorio, Guglielmo Tell di Gioacchino Rossini
- Torino, Teatro Vittorio Emanuele
- 1903
- Milano, Teatro alla Scala, Luisa Miller di Giuseppe Verdi, Asrael di Alberto Franchetti, I Lituani di Amilcare Ponchielli [direttore A. Toscanini]
- 1904
- Lisbona, Teatro San Joao
- 1905
- Madrid, Teatro Real, Pagliacci di Ruggero Leoncavallo e Guglielmo Tell di Gioachino Rossini;
- Messina, Teatro Vittorio Emanuele, Aida di Giuseppe Verdi e Lohengrin di Richard Wagner; Napoli, Teatro San Carlo; Roma, Teatro Argentina
- 1905/06
- Barcellona, Liceo, Sansone e Dalila di Camille Saint-Saëns, Il Profeta di Giacomo Meyerbeer, Lorenza di Edoardo Mascheroni, Tannhäuser di Richard Wagner [il 18 gennaio 1906 è ufficialmente l'addio alle scene]
- 1907
- Madrid, Teatro Real, Pagliacci di Ruggero Leoncavallo e Guglielmo Tell di Gioachino Rossini [direttore Edoardo Mascheroni: è, come dice la recensione, una "reaparicion de Mariacher … aclamadisimo, …" v. supra]